# Hylocomium indicum
Hylocomium indicum là một loài Rêu trong họ Hylocomiaceae. Loài này được Dixon mô tả khoa học đầu tiên năm 1938.